# Silicen

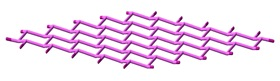
Struktura silicenu. Widoczne pofałdowania powierzchni

Silicen – alotropowa odmiana krzemu, nanomateriał o płaskiej strukturze, analogicznej do grafenu i germanenu. Atomy krzemu tworzą jednoatomowej grubości pofałdowaną warstwę, połączone są w sześciokąty na podobieństwo plastra miodu. Ze względu na minimalną grubość, silicen jest uważany za strukturę dwuwymiarową. Niezmiernie małej grubości materiał wykazuje interesujące właściwości i jest przedmiotem zainteresowania nauki, jako mogący znaleźć rozliczne zastosowania w elektronice i przemyśle.

## Historia
Teoretyczną możliwość istnienia takiej odmiany alotropowej krzemu przewidywano jeszcze w latach 90. XX w., jednak po raz pierwszy struktury silicenu zaobserwowano dopiero w roku 2010. Przy zastosowaniu skaningowego mikroskopu tunelowego o rozdzielczości atomowej uzyskano obrazy samorzutnie ukształtowanych „nanowstążek” i płatków silicenu na powierzchni kryształów srebra. Uzyskano obrazy heksagonalnych płaszczyzn przypominających plaster miodu, podobnych do odkrytego wcześniej grafenu.

## Właściwości

Pojedynczy pierścień silicenu z widoczną konformacją krzesłową. Parametr δ określa odchylenie od płaszczyzny

Silicen, choć z powodu jednoatomowej grubości warstwy traktowany jako dwuwymiarowy, nie jest idealnie płaski. Jego powierzchnia jest pofałdowana, co wynika z przyjmowania konformacji krzesłowej przez pierścienie krzemowe. W przeciwieństwie do grafitu, który zbudowany jest ze słabo połączonych ze sobą warstw grafenu siłami dyspersyjnymi, warstwy silicenu są bardzo silnie powiązane.
Silicen jest materiałem potencjalnie możliwym do zastosowania w technice półprzewodników, jego zaletą jest niepodatność brzegów silicenu na utlenianie.